# Calamophyton
Calamophyton Kräusel & Weyland 1926 es un género de Pteridophyta de porte arbóreo del Eifeliense y Givetiense del Devónico Medio identificada por primera vez a partir de sus restos fósiles de Elberfeld, Alemania. Como el resto de los géneros de su orden su talo estaba formado por un largo tronco o fuste, conocido previamente como Duisbergia, coronado por un penacho de ramificaciones vegetativas o fértiles que se perdían conforme aumentaba el tamaño de la planta. En su unión al sustrato el tronco se ensanchaba formando un bulbo a partir del cual emergían numerosas raíces adventicias que permitía el vegetal mantener su posición erecta.

## Morfología
El talo de Calamophyton es en la actualidad el mejor conocido de su orden junto a los géneros Wattieza y Pseudosporochnus, género este último que sirve de base para la descripción del grupo. 
El rasgo más característico de este género era su largo y esbelto tallo, con un fuste superior a los 2 metros en el espécimen más completo. Este tallo era conocido previamente como Duisbergia hasta que el hallazgo de varios ejemplares completos en el yacimiento de Lindlar en Alemania permitieron establecer una correspondencia entre las ramificaciones y el fuste. El diámetro de este fuste iba decreciendo desde la base, donde llegaba a los 13 centímetros, hasta el punto medio, donde alcanza los 50 milímetros, para luego volver a aumentar hacia el ápice. El cilindro vascular estaba formado por un xilema radial de 60 mm.
El ápice del tronco es semiesférico, y es el lugar en el que se encontraba el meristemo apical de la planta. Este ápice tenía entre 40 y 90 milímetros de diámetro y de él nacían las ramificaciones laterales en un número constante a lo largo de toda la circunferencia al tronco de entre 8 y 10 milímetros de grosor. A los 80 milímetros de su nacimiento las ramificaciones comenzaban a dividirse en tres dimensiones alrededor de un eje central hasta alcanzar un total de 15, quizás 20, nuevas ramificaciones y una longitud máxima estimada de 50 milímetros.
Las ramificaciones fértiles se dividían tres veces en su porción terminal portando cada una de esas ramificaciones un par de apéndices curvados portadores de esporangios.
De este modo entre los primeros 10 a 25 milímetros de la zona apical del tronco aparecían estas ramificaciones insertadas en el fuste perpendicularmente formando la corona a modo de penacho con las ramas más jóvenes en su centro y las más viejas en el fuste. Más allá de los 25 milímetros las ramificaciones caían del tronco mediante un mecanismo de abscisión desconocido, quizás por su propio peso. Así a lo largo de todo el fuste desde los 50 a los 80 desde la base en, al menos, 10 líneas longitudinales aparecían cortas secciones de ramas tronchadas de 1 a 2 milímetros de longitud que daban al tronco un aspecto espinoso muy característico.
En su base el tronco se ensanchaba formando un bulbo, o disco basal, con la base aplanada o levemente semiesférica de hasta 20 cm de diámetro en los ejemplares de mayor tamaño. Del disco basal y de las zonas periféricas, incluyendo las que se encontraban en superficie, surgían numerosas raíces adventicias, en un número de hasta 1000 en los troncos de mayor tamaño conocidos. Estas raíces adventicias tenían su superficie lisa y nunca ramificaban y tenían un diámetro de entre 2 y 6 milímetros que iba disminuyendo en la zona distal. La longitud máxima de las raíces nacidas en la parte baja del bulbo basal alcanzaban los 20 centímetros de longitud mientras que las que nacían en la parte aérea superaban los 30 centímetros dando una fuerte sujeción del vegetal al sustrato.